# 爱尔兰至高王
愛爾蘭至高王是在蓋爾人時代的愛爾蘭時，由愛爾蘭君主持有的頭銜。根據中世紀愛爾蘭的傳統，愛爾蘭的統治者必須在塔拉山山頂登基，並成為「至高王」。第一位有歷史考證的愛爾蘭至高王是麥爾·舍赫奈爾·馬克·麥爾若奈德，他是9世紀中期的愛爾蘭統治者。

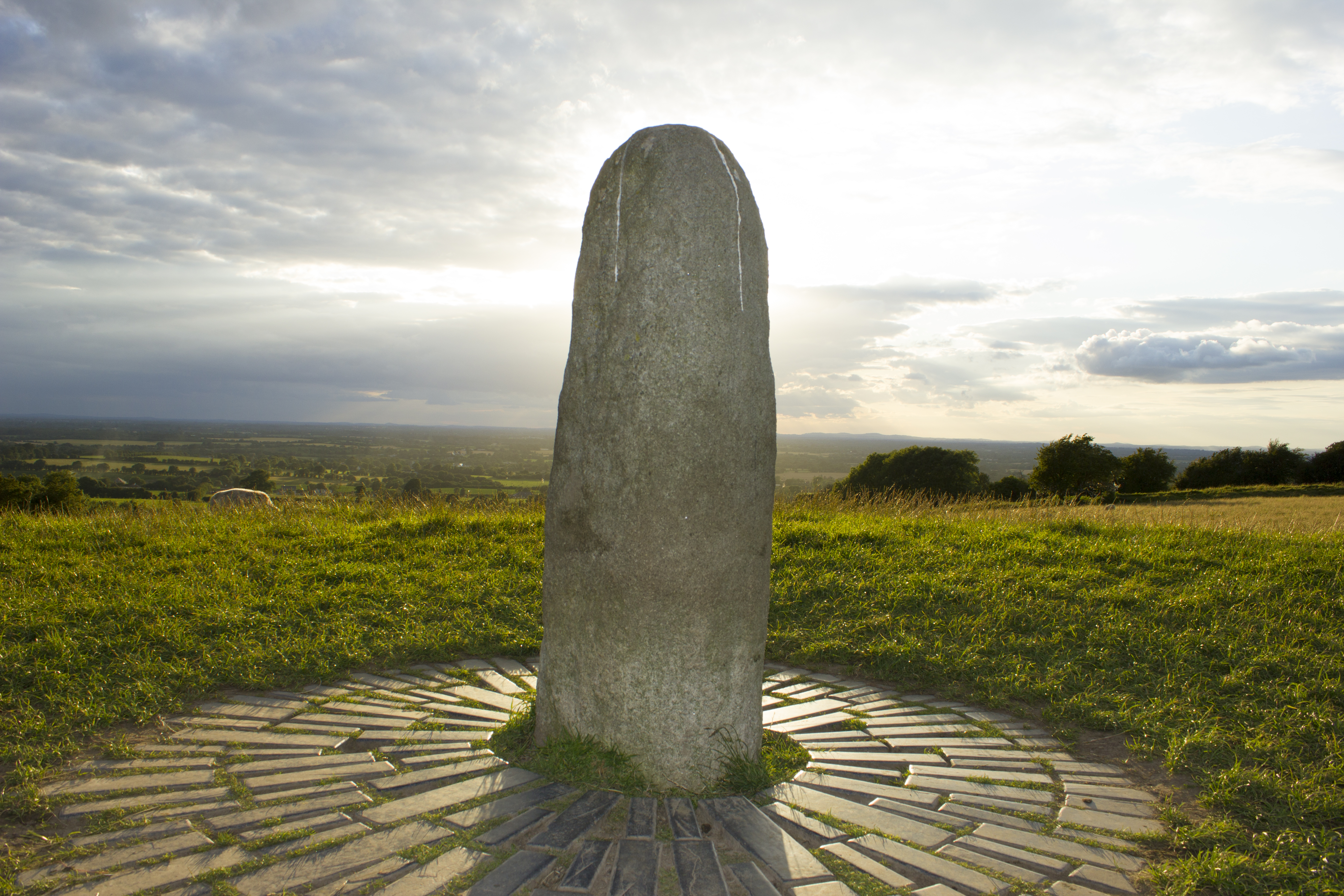
位于塔拉山山頂的命运之石，相傳是歷任愛爾蘭至高王登基之處。

12世紀後期，愛爾蘭被英格蘭的諾曼王朝入侵，但英格蘭始終無法全面控制愛爾蘭，當地的氏族各自統治著自身的勢力範圍，直到16世紀都鐸王朝征服愛爾蘭，愛爾蘭王國成立，英格蘭國王亨利八世自稱愛爾蘭國王，此後愛爾蘭與英格蘭成為共主邦聯。

## 歷任爱尔兰至高王
- 麥爾·舍赫奈爾·馬克·麥爾若奈德（Máel Sechnaill mac Máele Ruanaid），846－862
- 艾德·芬德里亞斯（Áed Findliath），862－879
- 佛蘭·錫納（Flann Sinna），879－916
- 奈爾·格隆達（Niall Glúndub），916－919
- 唐查德·唐恩（Donnchad Donn），919－944
- 康加拉赫·卡納巴（Congalach Cnogba），944－956
- 多姆納爾·奧尼爾（Domnall ua Néill），956－980
- 麥爾·舍赫奈爾·馬克·多姆奈爾（Máel Sechnaill mac Domnaill），980－1002
- 布萊恩·博魯（Brian Boru），1002－1014
- 麥爾·舍赫奈爾·馬克·多姆奈爾（復位），1014－1022

1022年－約1080年：有爭議。
- 穆爾切赫特·奧布萊恩（Muirchertach Ua Briain），約1080－1119
- 泰爾德巴赫·奧康卻拜爾（Tairrdelbach Ua Conchobair），1119－1156
- 穆爾切赫特·馬克·洛赫蘭（Muirchertach Mac Lochlainn），1156－1166
- 羅艾德里·奧康卻拜爾（Ruaidrí Ua Conchobair），1166－1198